# الاتحاد السكندري موسم 2018–19
يشارك نادي الاتحاد السكندري في هذا الموسم في كل من بطولة الدوري المصري الممتاز وبطولة كأس مصر بنسختي 2018 و2019 وبطولة الأندية العربية.

## كأس مصر

### كأس مصر 2018
في كأس مصر 2018 قابل نادي ألعاب دمنهور في دور الـ32 وفاز بنتيجة 2-1، ثم خرج في دور الـ16 على يد الأسيوطي سبورت بنتيجة 3-1.

### كأس مصر 2019
«حتى الآن» في كأس مصر 2019 قابل نادي بورتو السويس في دور الـ32 وفاز بنتيجة 3-1.

## الدوري المصري الممتاز

### تغييرات المدربين
| الفريق           | المدرب الراحل | سبب الرحيل | تاريخ الرحيل   | مركز الفريق | المدرب الجديد | تاريخ التعيين  |
| ---------------- | ------------- | ---------- | -------------- | ----------- | ------------- | -------------- |
| الاتحاد السكندري | محمد عمر      | استقالة    | 22 سبتمبر 2018 | الخامس عشر  | حلمي طولان    | 24 سبتمبر 2018 |

### جدول الترتيب
| م  | الفريق           | لعب | ف  | ت  | خ  | أ.له | أ.ع | أ.ف | نقاط |
| -- | ---------------- | --- | -- | -- | -- | ---- | --- | --- | ---- |
| 9  | إنبي             | 34  | 9  | 13 | 12 | 39   | 42  | −3  | 40   |
| 10 | وادي دجلة        | 34  | 10 | 10 | 14 | 41   | 47  | −6  | 40   |
| 11 | الاتحاد السكندري | 34  | 9  | 12 | 13 | 41   | 56  | −15 | 39   |
| 12 | حرس الحدود       | 34  | 8  | 14 | 12 | 30   | 37  | −7  | 38   |
| 13 | الإنتاج الحربي   | 34  | 8  | 14 | 12 | 36   | 44  | −8  | 38   |

## البطولة العربية للأندية
| الدولة                             | الفريق                             | مركز الفريق في الدوري موسم 2016–17 |
| المشاركين في الدور التمهيدي الثاني | المشاركين في الدور التمهيدي الثاني | المشاركين في الدور التمهيدي الثاني |
| ---------------------------------- | ---------------------------------- | ---------------------------------- |
| مصر                                | الاتحاد السكندري                   | ثامن الدوري المصري الممتاز 2016–17 |

### المجموعة الثانية في الدور التمهيدي الثاني
| المركز | فريق                  | لعب | ف | ت | خ | له | عليه | فرق | نقاط | التأهل أو الهبوط |
| ------ | --------------------- | --- | - | - | - | -- | ---- | --- | ---- | ---------------- |
| 1      | نادي الاتحاد السكندري | 3   | 2 | 1 | 0 | 14 | 1    | +13 | 7    | دور الـ32        |
| 2      | نادي الفتح الرباطي    | 3   | 2 | 1 | 0 | 13 | 1    | +12 | 7    |                  |
| 3      | نادي السالمية         | 3   | 1 | 0 | 2 | 4  | 10   | −6  | 3    |                  |
| 4      | جيبوتي تيليكوم        | 3   | 0 | 0 | 3 | 0  | 10   | −10 | 0    |                  |

المصدر: Goalzz.com
قواعد ترتيب الفرق: 1 النقاط; 2 فرق الأهداف; 3 عدد الأهداف.
# = المركز ; لعب = المباريات الملعوبة; فاز = عدد مباريات الفوز; تعادل = عدد مباريات التعادل; خسر = عدد مباريات الخسارة; له = الأهداف التي سجلها; عليه = الأهداف التي استقبلها; +/- = فارق الأهداف; النقاط = النقاط ، (C) = البطل ، (R) = الهبوط
| نادي الاتحاد السكندري | 1–1 | نادي الفتح الرباطي |
| --------------------- | --- | ------------------ |
| - سيسي 28'            |     | - لوادني 13'       |

| نادي السالمية | 0–5 | نادي الاتحاد السكندري                           |
| ------------- | --- | ----------------------------------------------- |
|               |     | - بيناهيني 19'، 63'، 90' - الديب 43' - خالد 83' |

| نادي الاتحاد السكندري                                                            | 8–0 | جيبوتي تيليكوم |
| -------------------------------------------------------------------------------- | --- | -------------- |
| - سيسي 5'، 17' - بيناهيني 42' - جدو 53'، 83'، 90' - كابوريا 81' - عبد المجيد 82' |     |                |

### دور الـ32 (خروج المغلوب)
| الاتحاد السكندري | 1–1   | الترجي التونسي |
| ---------------- | ----- | -------------- |
| سيسيه 62'        | تقرير | الماجري 70'    |

| الترجي التونسي      | 2–2 | الاتحاد السكندري   |
| ------------------- | --- | ------------------ |
| بلايلي 7' · كوم 52' |     | قمر 20' · ناجي 44' |

تأهل الاتحاد السكندري المصري على حساب الترجي الرياضي التونسي (حامل اللقب) 3-3 بقانون الأهداف خارج الديار.

### دور الـ16 (خروج المغلوب)
| الاتحاد السكندري | 0–1   | الزمالك     |
| ---------------- | ----- | ----------- |
|                  | تقرير | كاسونغو 69' |

| الزمالك | ضد | الاتحاد السكندري |
| ------- | -- | ---------------- |
|         |    |                  |